# Resonantie (scheikunde)
Chemische resonantie of mesomerie is een manier om de elektronendistributie weer te geven bij bepaalde moleculen en samengestelde ionen die niet met behulp van één Lewisstructuurformule beschreven kunnen worden.
Men spreekt dan over deeltjes met gedelokaliseerde elektronenparen. Een dergelijk molecuul of samengesteld ion wordt met behulp van een aantal Lewisstructuurformules weergegeven. Deze formules worden resonantiestructuren of grensstructuren genoemd. Vaak zijn deze verschillende grensstructuren aan elkaar verwant door een spiegeling of een andere symmetrieoperatie.
Geen van de grensstructuren die bij resonantie wordt weergegeven is volledig in overeenstemming met de eigenschappen van de desbetreffende stof. De werkelijke elektronendistributie ligt tussen die van de grensstructuren in en wordt benaderd door de zogenaamde resonantiehybride, het gemiddelde van de grensstructuren, een superpositie van die uiterste structuren. De (berekende) energie van de resonantiehybride ligt lager dan die van elk van de grensstructuren. Het molecuul of samengesteld ion wordt “gestabiliseerd door mesomerie”.
Van de begrippen resonantie (of mesomerie) is geen sprake meer zodra men de klassieke Lewistheorie vervangt door betere golfmechanische beschrijvingen zoals de moleculaire orbitaaltheorie. Het is dus een beperkt model dat van groot praktisch nut is bij de beschrijving van bepaalde moleculen.

## Voorbeelden
| benzeen (C6H6)                     |                       |
| mesomere grensstructuren           |                       |
|                                    |                       |
| gedelokaliseerde dubbele bindingen | gebruikelijke formule |
|                                    |                       |

### Benzeen
Benzeen is het bekendste voorbeeld van een stof waarvan de structuur niet met één Lewisstructuurformule kan worden weergegeven. (zie de afbeelding).
Volgens de octetregel worden moleculen en samengestelde ionen het best weergegeven met een structuurformule waarbij elk atoom (behalve waterstof) is omringd door acht valentie-elektronen. Benzeen heeft twee structuurformules die aan deze regel voldoen. Elke Lewisstructuurformule op zich laat een geconjugeerd systeem zien van drie enkele en drie dubbele bindingen. De formule suggereert dat de benzeenring afwisselend langere CC bindingen en kortere CC bindingen heeft. De zes CC bindingen van benzeen hebben echter een gelijke bindingslengte, 140 pm; deze bindingslengte ligt tussen die van een enkele en een dubbele CC binding in. De structuur van benzeen wordt dus beter weergegeven door het gemiddelde van beide Lewisstructuurformules (mesomere grensstructuren). Dit is ook in overeenstemming met het feit dat er slechts één verbinding 1,2-dimethylbenzeen (of ortho-xyleen) bekend is.

### Perchloorzuur
Perchloorzuur is een sterk zuur, het ioniseert volgens
{\displaystyle {\ce {HClO4 + H2O -> ClO4^- + H3O+}}}
Perchloorzuur is een sterk zuur doordat het perchloraation (ClO4−) door mesomerie is gestabiliseerd. Het perchloraation heeft vier gelijkwaardige grensstructuren; in elke grensstructuur zit de negatieve lading op een ander zuurstofatoom. De werkelijke structuur van perchloraat wordt benaderd door het gemiddelde van de vier grensstructuren. Dit impliceert dat de negatieve lading is verdeeld over alle vier zuurstofatomen.

### Koolstofmonoxide

Drie voorgestelde resonantiestructuren van koolstofmonoxide, die geen van alle zonder problemen zijn:
Links: ladingen verkeerd, juiste bindingsorde
Midden: geen octet, geen dipool, verkeerde bindingsorde
Rechts: nog maar een kwartet rond C, nog ergere bindingsorde, ladingen goed verdeeld

Een in de geschiedenis van de chemische binding enigszins berucht voorbeeld van de noodzaak een beter model te vinden dan Lewis- en resonantietheorie is koolstofmonoxide. De enige structuur die voldoet aan de octetregel die ten grondslag lag aan de Lewistheorie is |C≡O|, maar deze structuur heeft onwaarschijnlijke formele ladingen. Linus Pauling stelde daarom resonantiestructuren voor die beter aan de ladingsverdeling voldeden, maar die weer niet aan de octetregel voldeden en de verkeerde bondorde voorspelden.
Pas met de komst van de kwantummechanische moleculaire orbitaaltheorie werd het probleem opgelost. In die theorie wordt niet met vrije elektronenparen in hybride orbitalen gewerkt.
Er zijn vier elektronen in 2sσ- en 2sσ*- en zes in 2pσ- en 2pπ-orbitalen. De overeenkomstige 2pσ*-en 2pπ*-orbitalen zijn leeg, dit geeft aanleiding tot een drievoudige binding. Doordat zuurstof elektronegatiever is dan koolstof hebben de volle 2pσ- en 2pπ-orbitalen wat meer zuurstofkarakter en dat plaatst wat meer elektronendichtheid op zuurstof (niet koolstof, zoals de formele lading zou veronderstellen). Het resultaat is wellicht het best samen te vatten als δ+C≡Oδ-.